# Michal Rovner

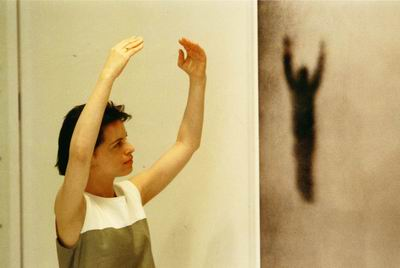
Michal Rovner (1991)

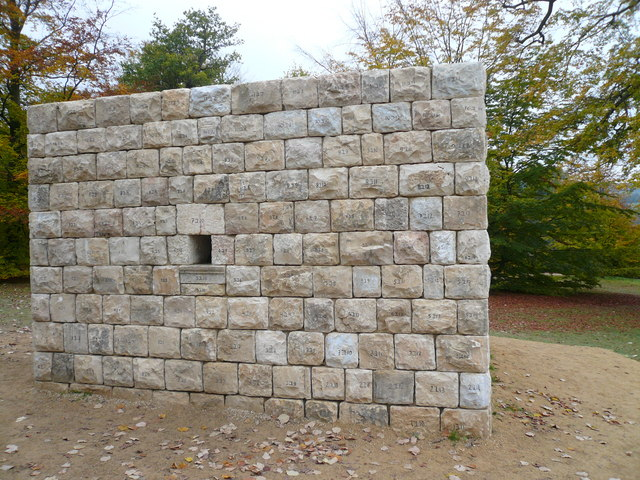
Makom, ausgestellt 2007 in Chatsworth’s garden

Michal Rovner (geboren 1957 in Tel Aviv) ist eine israelische Fotografin und Videokünstlerin.

## Leben
Michal Rovner leistete Militärdienst und studierte Film- und Fernsehwissenschaften und Philosophie an der Universität Tel Aviv und der Bezalel Academy of Arts and Design in Jerusalem. Seit 1988 arbeitet sie auch in New York City.
Sie erstellte Artwork zu dem Lied Signal to Noise für das Booklet zu dem 2002 erschienenen Album Up von Peter Gabriel. Bei ihrem ersten Auftritt bei der Biennale di Venezia zeigte sie 2003 Against Order? Against Disorder? 2005 wurde sie in die Pariser Jeu de Paume mit der Videoproduktion Fields of Fire eingeladen, zu der Heiner Goebbels die Musik komponierte. Living Landscape (2005) ist eine ortsspezifische Video-Installation im Yad Vashem in Jerusalem. Mit Current entwickelte sie 2012 zum ersten Mal in Deutschland eine großformatige Videoarbeit für die Mischanlage der Zeche Zollverein bei der Ruhrtriennale – International Festival for the Arts (Intendanz Heiner Goebbels)
Sie stellte darüber hinaus weltweit in bedeutenden Museen wie dem MOMA (1991), dem Whitney Museum of American Art (2002), dem Metropolitan Museum in New York (2002) und dem Louvre (2011) aus.
2008 erhielt sie den Ehrendoktortitel der Hebräischen Universität Jerusalem und 2010 wurde sie zum Chevalier des Ordre des Arts et des Lettres ernannt. Für 2018 wurde ihr der EMET-Preis für Kultur und Kunst zugesprochen. 2021 verlieh ihr der deutsche Bundespräsident Frank-Walter Steinmeier im Rahmen seines Staatsbesuches in Israel das Bundesverdienstkreuz am Bande.
Sie lebt in New York City und auf einer Farm außerhalb von Tel Aviv.

## Rezeption
In zwei der drei Versionen des Musikvideos zu Peter Gabriels Antikriegs-Lied Games Without Frontiers von 1980 werden auch Szenen aus den Videokunstwerken Active Site, Spiral und Grid  von Michal Rovner verwendet.

## Schriften
- mit David Grossmann: Die Umarmung. Zeichnungen von Michal Rovner, übersetzt von Michael Krüger. Hanser, München 2012, ISBN 978-3-446-23855-8.
- Histoires, Histories. Louvre Edition, Steidl, Göttingen 2011, ISBN 978-3-86930-343-7 (Steidl) / ISBN 978-2-35031-336-8 (Museumsausgabe Musée du Louvre)
- Fields. Steidl, Göttingen 2005, ISBN 978-3-86521-216-0.